# 알텀 펩타이드
알텀 펩타이드(영어: altum peptide)는 해양으로부터 추출한 미세 천연성분이 피부속까지 침투하는 것에 착안하여 해당 성분에 콜라겐 생성을 활성화시키는 원료인 펩타이드를 연결한 신소재이다. 피부장벽 아래까지 펩타이드를 전달하는 것을 목표로 개발되었기에 화장품에 주로 사용되는 신소재이며, 한국피부과학연구원의 실험에 따르면 알텀 펩타이드는 일반 펩타이드 대비하여 약 60배 정도 높은 피부 흡수율을 보인다.

## 역사
2016년 한국의 화장품 신소재 전문 기업인 에스알바이오텍에서 개발을 시작하여 2020년 개발이 완료, INCI 및 대한 화장품 협회에 등록이 완료되었다. 전 나노화학과 교수이자 생화학 박사인 송병호 박사와 연구진이 30억원의 개발비를 투자하여 개발한 소재로 화장품 신소재로서는 상당히 큰 금액을 투자한 편이다.

## 작용원리
1. 알텀 펩타이드는 해양 생물에서 추출한 Vehicle과 유효성분인 펩타이드가 결합된 물질로 피부 외부에서는 단단히 결합되어 있다.
2. 알텀 펩타이드를 피부에 도포하게 되면, 피부 장벽 너머의 표피 및 진피층까지 알텀 펩타이드가 침투한다.
3. 피부 장벽 안쪽의 세포기질에는 1-10mM 의 농도로 글루타티온 효소가 존재[1][2]하는데, 알텀 펩타이드가 이 효소와 반응하여 피부 안쪽에서 펩타이드가 방출된다.
4. 방출된 펩타이드는 섬유아세포에 영양을 공급하여 콜라겐 생성을 촉진한다.
5. 이후 Vehicle은 각질 탈락 주기에 맞춰 피부 밖으로 배출된다.
6. 사람에 따라 글루타티온 농도가 다를 수 있기 때문에 알텀 펩타이드 도포 전 글루타티온이 함유된 토너 등을 바르면 더욱 큰 효과를 볼 수 있다.

## 종류
알텀 펩타이드의 종류에는 Altum tripeptide, Altum pentapeptide, Altum hexa peptide의 3종 펩타이드 결합이 있으며 현재 추가 연구가 진행 중이다. 각각의 특징 및 효능은 아래와 같다.

### Altum tripeptide
해양 생물에서 추출한 Vehicle과 Copper peptide GHK-Cu를 개선하여 결합한 형태이다. Copper peptide GHK-Cu에 대한 효능은 여러 실험을 거쳐 입증되었으며 화장품에 사용했을 때의 효과는 다음과 같다.

#### 피부 개선
여성 20명을 대상으로 한 연구에서도 매일 한 달 동안 Cu-GHK, 비타민 C, 레티노산이 함유된 크림을 허벅지에 바른 후 피부의 콜라겐 생성을 비교했다. 한 달 후 Cu-GHK는 치료 대상 중 70%에서 콜라겐을 증가시켰으며, 비타민 C의 경우 50%, 레티노산의 경우 40%로 확인되었다.
또한 67명의 여성을 대상으로 한 12주간의 피부 연구에 따르면 GHK-Cu 크림을 매일 2회이상 도포를 했을 때 외관상 피부 노화가 개선되고 피부 두께가 증가하였으며 피부 주름이 감소하였다. 해당 연구에서 Copper peptide GHK-Cu가 무독성, 무자극이라는 사실도 밝혀졌다.

#### 세포재생
GHK-Cu는 피부 리모델링, 상처 치유, 재생을 촉진하는 것으로 나타났으며 체외 및 체내 연구에서 항산화 및 항염증 효과가 두드러진다.
GHK(글리실-L-히스티딜-L-리신)는 인간 혈청에서 발견되는 자연발생 펩타이드로 간세포의 성장을 촉진하는 효과가 있다.
또한 GHK-Cu는 섬유소에서 콜라겐 합성을 자극함으로써 상처 치유와 조직 회복 과정에 생리적 역할을 한다.
이 뿐만 아니라 콜라겐, 글리코사미노글리칸(glycosaminoglycans) 및 기타 세포외 매트릭스 분자의 합성을 증가시키고 자극하는 것으로 나타났다.

#### 여드름 흉터 개선
Copper peptide GHK-Cu는 여드름 흉터로 인한 피부의 성처를 치유하는 효능이 있다. Copper peptide GHK-Cu는 콜라겐과 엘라스틴의 증가와 피부 회복 등 다른 치료법과 함께 홈케어용 여드름 치료제로 사용될 수 있다.

### Altum pentapeptide
해양 생물에서 추출한 Vehicle 과 Palmitoyl pentapeptide-4 (KTTKS)를 개선하여 결합한 형태이다. 현재 관련 연구는 진행 중이다. Palmitoyl pentapeptide-4를 화장품에 사용했을 때의 효과는 다음과 같다.

#### 안티에이징
팔미토일 펜타펩타이드 (pal-KTTKS)은 콜라겐 생성을 자극해 피부 주름 방지 효과를 주는 성분으로 설계된 합성 소재이다.  따라서 팔미토일 펜타펩타이드 (pal-KTTKS)은 주름개선 화장품에 사용된다.
Palmitoyl pentapeptide-4는 세포외 기질 고분자의 합성을 활성화함으로써 주름 개선에 도움을 준다고 Sederma와 독립기관에서 연구를 발표했다.
또한 4개월에 걸친 또 다른 이중 블라인드 연구에서 49명의 여성들이 매일 두 번씩 얼굴에 pal-KTTKS을 바르도록 지시 받았다. 그 결과 pal-KTTKS는 차량에 비해 피부 거칠기, 주름량, 주름깊이 등이 크게 개선된 것으로 나타났다.

### Altum hexapeptide
해양 생물에서 추출한 Vehicle 과 Acetyl hexapeptide-3 (EEMQRR)를 개선하여 결합한 형태이다. 현재 관련 연구는 진행 중이다.  Acetyl hexapeptide-3는 이마와 눈 주위에서 발생하는 깊은 주름을 개선하면서 노화에 가시적인 효과를 볼 때 사용된다.

#### 주름개선
Blanes-Mira는 플라시보 제어 연구에서 아세틸헥사펩타이드-3(10%) 대 플라시보 크림을 매일 2회(여성 10명, 30일) 적용하는 실험을 진행했다. 아세틸헥사펩타이드-3 처리 피부 부위는 눈 부위의 주름 개선 효과가 30%로 나타났다.
Palmitoyl tripeptide-1, pal-GHK은 콜라겐과 글리코사미노글리칸(glycosaminoglycan) 합성이 촉진되고 표피가 강화되며 주름이 줄어든다. 이 펩타이드는 섬유생식을 자극하기 위해 TGF에 작용하도록 되어 있으며 화장품 주름 방지 스킨케어 및 메이크업 제품에 사용된다.
Palmitoyl pentapptide-4(Matrixyl®)는 엘라스틴, 피브로넥틴, 글루코사민, 콜라겐의 생산을 자극하는 것으로 보고된 생물학적으로 매우 특정한 작은 펩타이드이다.

## 화장품 사용

### 주름 개선
알텀 펩타이드 원료는 노화 방지 화장품에 사용할 수 있다. 몇몇 연구에 따르면 알텀 펩타이드의 주름 개선을 확인하였다. 또한 30~60세 여성을 대상으로 한 실험에서 6주 후 깊은 주름이 17.3% 개선되었고 잔주름은 13.1%가량 개선되었다.

### 피부 탄력 개선
알텀 펩타이드 원료는 피부 탄력을 개선해주는 안티에이징 효능을 가지고 있다. 30~60세 여성을 대상으로 한 실험에서 6주 후 볼 탄력이 36.8% 개선되었고 피부 탄력이 9.8% 개선되었다.

### 피부톤 균일 및 치밀도 개선
알텀 펩타이드 원료를 소량 테스트 한 결과 피부 상태를 개선하는데 효과적이었다. 30~60세 여성을 대상으로 한 실험에서 6주 후 피부 치밀도가 15.9% 개선되었고 피부톤이 8.5% 균일해졌다.

## 원료 정보
| INCI                    | Silica Polysilsesquioxane Propyldisulfideacetyl Tripeptide-84 |
| HRIPT                   | Passed                                                        |
| Epi-Ocular              | Passed                                                        |
| AMES                    | Passed                                                        |
| Acidity                 | pH 5.0 – 8.0                                                  |
| Bonded Peptide          | Lysine-Histidine-Glycine- SH                                  |
| Recommended usage level | 0.02% ~                                                       |